# Itinerarium
Un itinerarium (plurale: itineraria) era una sintesi, con finalità pratiche, di un itinerario stradale dell'antichità romana, con indicazioni delle città, delle stazioni di sosta e di cambio dei cavalli e delle relative distanze. Potevano essere in forma sia testuale (itineraria scripta) che grafica  (itineraria picta).
Il termine può riferirsi anche alle guide redatte da viaggiatori medievali, molte delle quali sono racconti di pellegrinaggi in Terra santa:

## Esempi
Esempi di itinerari, sia romani sia cristiani, sono:
- Tabula Peutingeriana (o Tavola Peutingeriana)
- Itinerarium Antonini (o Itinerario antonino)
- Cosmografia ravennate
- Peregrinatio Aetheriae (Pellegrinaggio di Eteria), conosciuto anche come Itinerarium Egeriae (Itinerario di Egeria)
- Itinerarium Burdigalense o Itinerarium Hierosolymitanus

Un'opera che viene spesso accostata a quella degli Itineraria è l'Itinerarium Alexandri, che, in realtà, è una biografia di Alessandro Magno che contiene una descrizione del percorso compiuto in Persia.
Altro esempio di itinerario sono i cosiddetti Bicchieri di Vicarello, vasi in argento riportanti il tragitto da Gades (Cadice) a Roma indicante le varie stazioni e le relative distanze.